# Diascia purpurea
Diascia purpurea är en flenörtsväxtart som beskrevs av Nicholas Edward Brown. Diascia purpurea ingår i släktet tvillingsporrar, och familjen flenörtsväxter. Inga underarter finns listade i Catalogue of Life.